# Ariel Hernández
Ariel Hernández (n. 8 aprilie 1972, Guane⁠(d), Pinar del Río Province⁠(d), Cuba) este un boxer cubanez, medaliat olimpic. A participat la 2 ediții ale Jocurilor Olimpice (1992, 1996) în care a câștigat  două medalii de aur.